# Очерет звичайний
Очере́т звича́йний, очерет південний (Phragmites australis; Phragmites communis, від грец. φράγμα — «тин, паркан»). — рослина з родини злакові.

## Назва
- Phragmites australis (Cav.) Trin. ex Steudel (прийнята назва у Флорі Європи[4])
- Phragmites communis Trin. = Phragmites australis (Cav.) Trin. ex Steudel.
- Czernya arundinaceaC.Presl[1]
- Oxyanthe phragmites (L.) Nieuwl.
- Trichoon phragmites (L.) Rendle
- Xenochloa arundinacea Licht.

### Назви українською

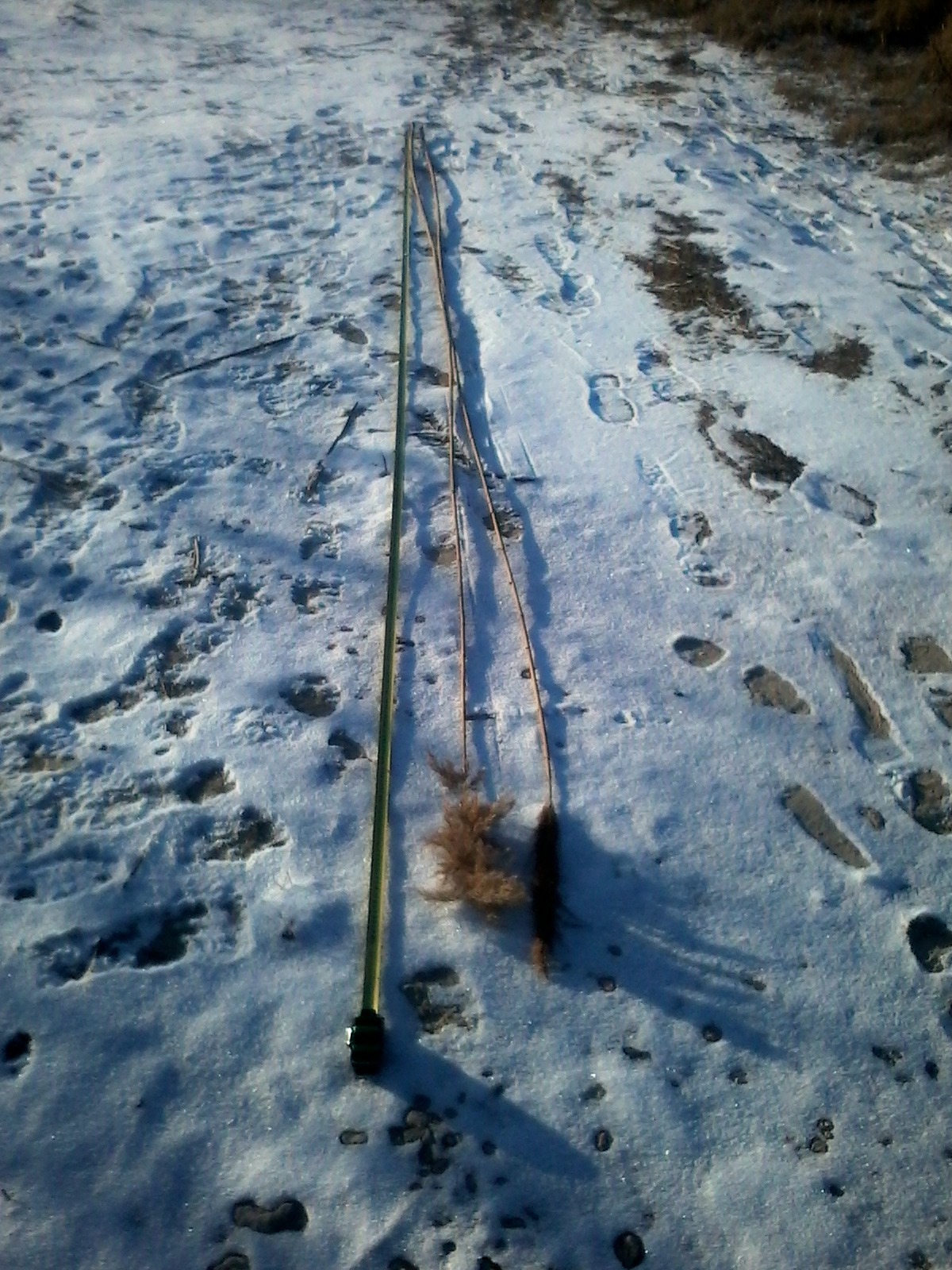
Очерет Південного Бугу, рулетка — 5 метрів

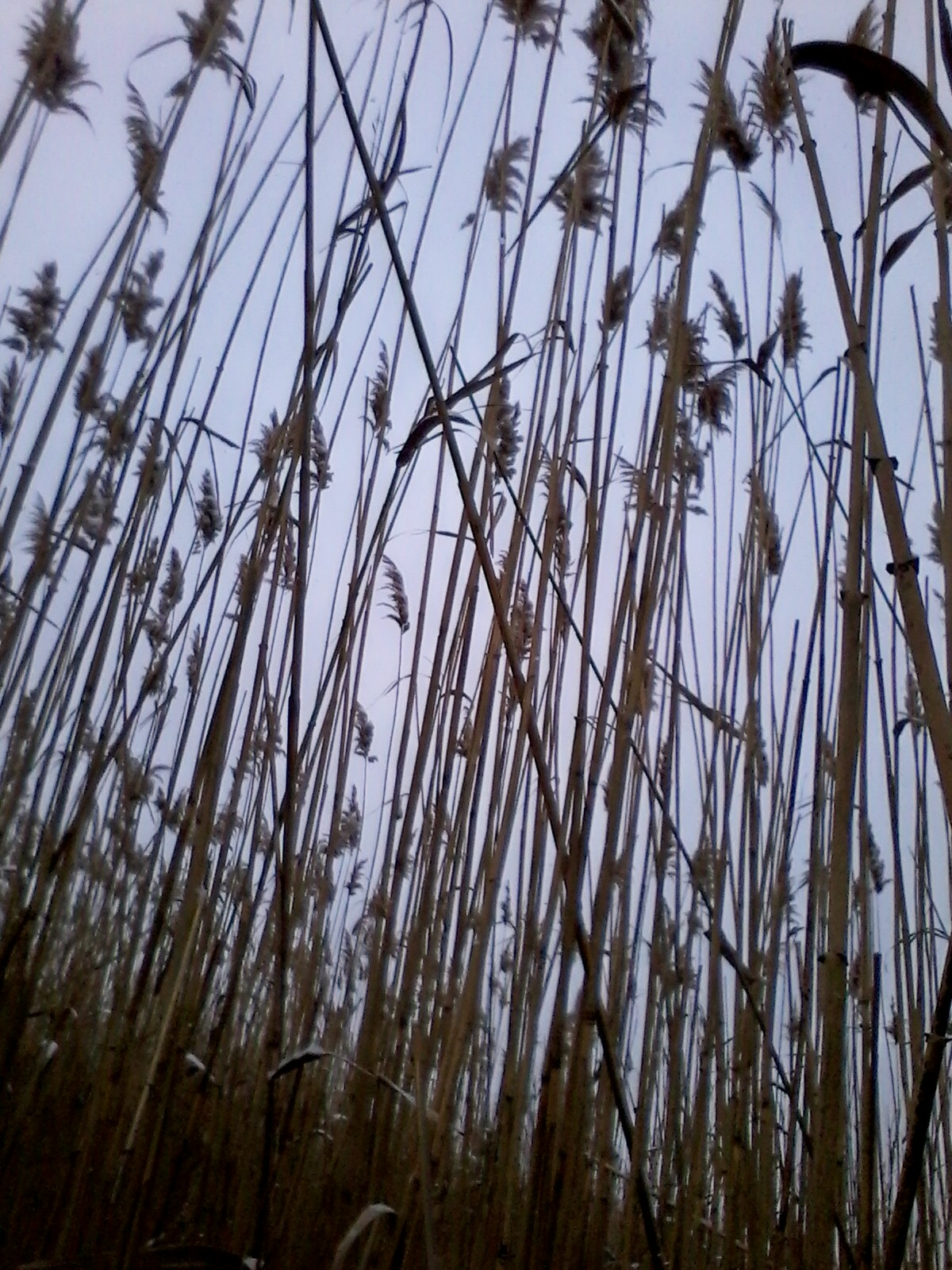
Плавні Південного Бугу, Миколаїв, Матвіївка — очерет більше 5 метрів заввишки

- Очере́т звича́йний[2][5][6]
- Очере́т[2][7][8][9][10][11][12][13][14] (Сл; Чн, Вх, Рг1, Ср, Вл, Лч, Ln, Пс, Gs, Мн2, Rs, , Дб, Ів, Ос, Ук — ЗАГ)
- Очерет південний[2][6]
- Тростина́ звича́йна[2][9][10][15][16]
- Ачеред — слобожанський говір української мови[2][7]
- Ви́шай — бойківський говір української мови[2][17]
- Волоса́нь — бойківський говір української мови[2][18]
- Имши́на — закарпатський говір української мови[2][8]
- Ками́ш — степовий і закарпатський говори української мови[2][8][12][13][14] (Ср, Ln, Мн2)
- Коми́ш — середньонаддніпрянський, степовий і слобожанський говори української мови[2][19][20][21](Лч, Ум, Ду, Ів, Ос, Ук, Мс)
- Комиши́на — степовий говір української мови[2][19]
- Куга — степовий говір української мови[2][12][13]
- Куни́ці[2][22] (Вл)
- Лепеха́ жиді́вська — волинський говір української мови[2][19]
- Липіх — покутсько-буковинський говір української мови[2][23]
- Мислі́нка — гуцульський говір української мови[2][24][24]
- Міте́лки́ — середньонаддніпрянський говір української мови[2]
- Ове́с ди́кий — закарпатський говір української мови[2][8]
- Очерет меженний — степовий говір української мови[2][25]
- Очеретя́нка — закарпатський говір української мови[2][8]
- Очеро́т — західнополіський говір української мови[2][19]
- Па́пороть водяна́ — гуцульський говір української мови[2][24]
- Піща́нська трава́ — закарпатський говір української мови[2][8]
- Пу́калка — волинський говір української мови[2][19]
- Саш — закарпатський говір української мови[2][8][17]
- Саш надо́вий — закарпатський говір української мови[2][17]
- Са(р)ши́на — закарпатський і лемківський говори української мови[2][17]
- Сашник — бойківський говір української мови[2][17]
- Сита[2] (Os — ПЛ)
- Сітняг[2][20]
- Спича́к[2] (Ум)
- Тачи́нник — бойківський говір української мови[2][18]
- Те(и)рстина — лемківський говір української мови[2][17][19]
- Трість — волинський говір української мови[2][17]
- Троск[2] (Ду)
- Трос(т)ни́к — степовий і закарпатський говори української мови[2][8][14][22]
- Трости́на — волинський і подільський говори української мови[2][11][17][20][26]
- Тростовни́к[2][11][22]
- Тро́стя[2][22]
- Трость — покутсько-буковинський і подільський говори української мови[2][11][20][21][22][26] (Гв, Hl, Ум, Ів)
- Тро́ща — покутсько-буковинський і степовий говори української мови[2][16][19][21][26][27][27] (Ук)
- Трустина — волинський говір української мови[2][15]
- Череда́ — закарпатський говір української мови[2][8]
- Чере́т — західнополіський і середньонаддніпрянський говори української мови[2][21] (Ар)
- Шавкові́ца — східнополіський говір української мови[2] (Лс2)
- Шалина — надсянський говір української мови[2][17]
- Шаш — закарпатський і бойківський говори української мови[2][8][27] (Гд)
- Шашни́к — закарпатський говір української мови[2][8]
- Шпаки́ — степовий говір української мови[2] (Мо)
- Шува́р — закарпатський говір української мови[2][8]
- Ярли́к — подільський говір української мови[2] (Дз).

## Опис
Трав'яниста багаторічна блакитнувато-зелена рослина родини злакових (0,8-5 метрів заввишки), з довгим повзучим кореневищем.
Стебло прямостояче, кругле, товсте (до 16 мм), голе, гладеньке.
Листорозміщення чергове, стебло до верхівки покрито листям. Листки лінійно-ланцетні (1-5 см завширшки), плескаті, шорсткі, по краю гостро-шорсткі. В місці переходу листкової пластинки в піхву замість язичка розміщений ряд волосків.

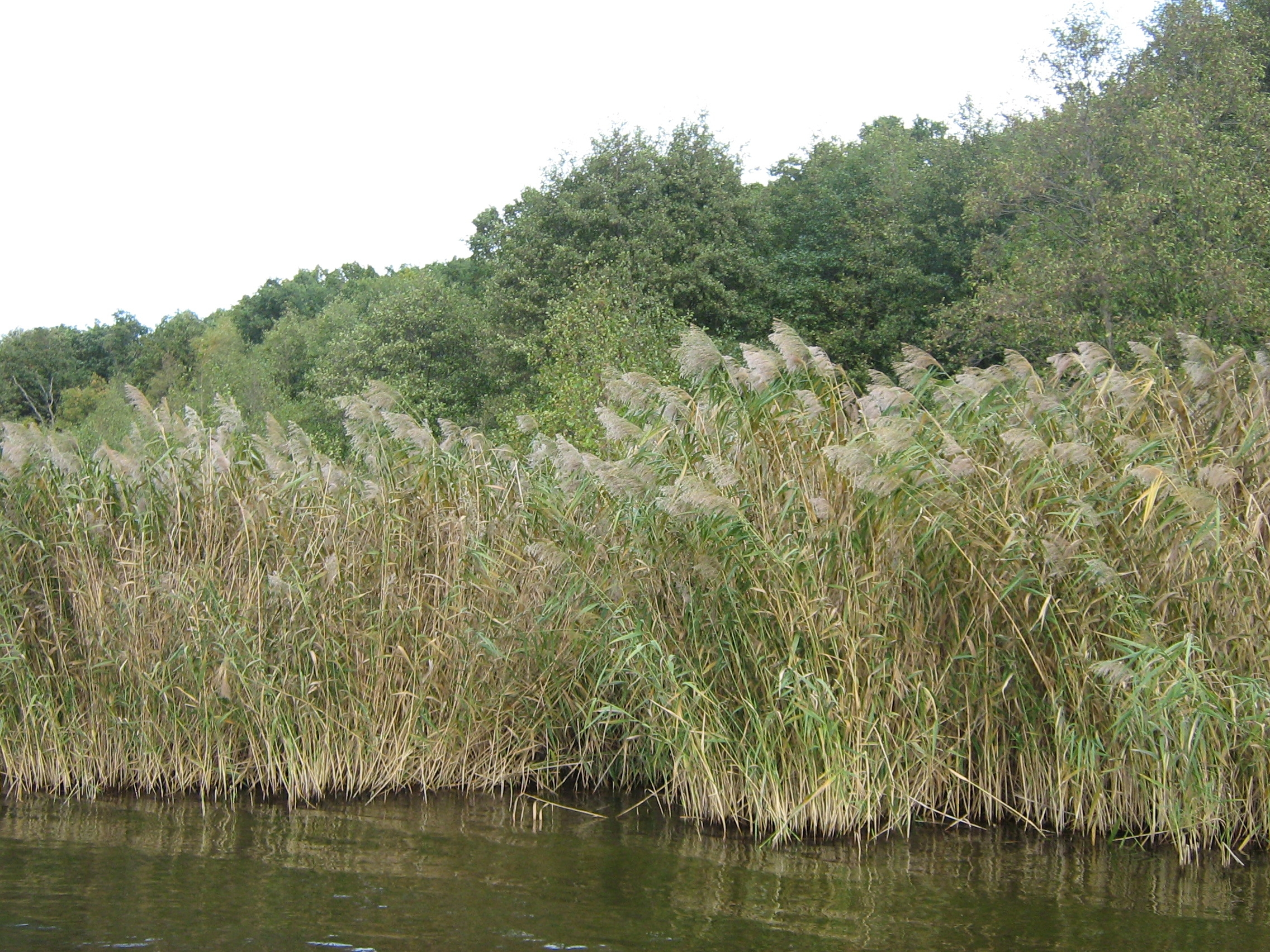
Очерет влітку

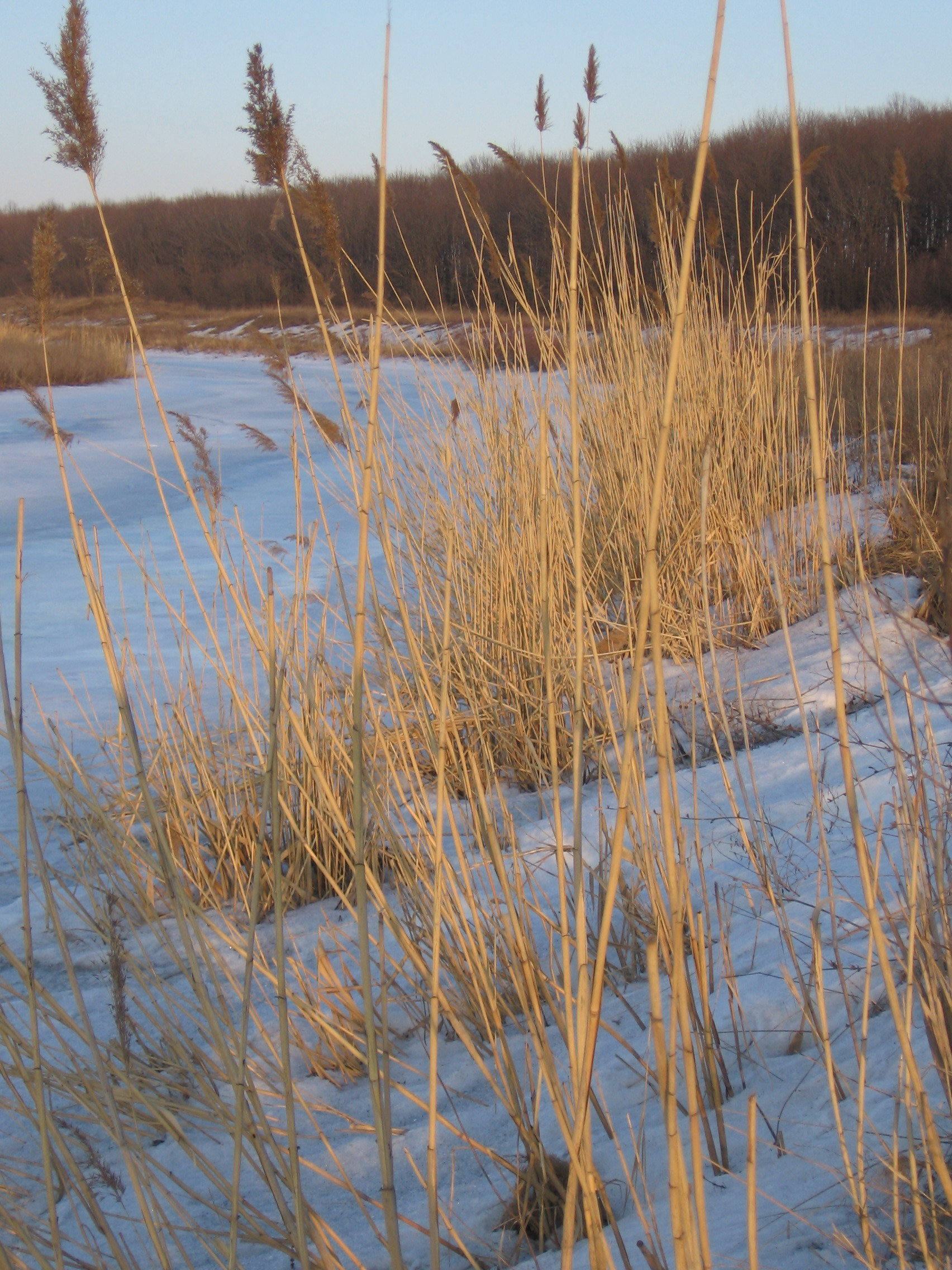
Очерет взимку

Листя очерету повертається ребром до вітру, а гнучка соломина згинається, але не ламається. На вітрі все листя очерету виявляється на одному боці, майорить, мов прапор, вказуючи напрям вітру, як флюгер.
Квітки дрібні, непоказні, зібрані у велике (10-30 см завдовжки) волотисте суцвіття. Волоть густа, пухнаста, під час цвітіння розлога, звичайно з пониклою верхівкою. Гілочки волоті гостро-шорсткі. Колоски (9-12 мм завдовжки) темнувато-буруваті, звичайно з фіолетовим відтінком, рідше жовтуваті. Колоски 37-квіткові, лінійно-ланцетні, стиснуті з боків. Колоскові луски ланцетні, неоднакової довжини, коротші від квіткових. Нижні квітки в суцвітті тичинкові, решта — двостатеві. Квітки мають дві квіткові луски, три тичинки з фіолетовими пиляками і маточку з верхньою зав'яззю та двома коротко-перистими темно-червоними приймочками. Нижня квіткова луска на верхівці витягнута в довге шилоподібне вістря, яке в 2-3 рази довше за луску. Верхня квіткова луска в кілька разів коротша від нижньої, вісь колоска майже по всій довжині вкрита волосками.
Плід — довгаста зернівка.
Росте у вільшняках, на лісових та низинних болотах, у плавнях. Часто утворює густі зарості. Тіньовитривала рослина. Цвіте в липні — вересні.
Поширений по усій Україні. Заготівля провадиться у районах поширення. Промислова заготівля можлива у дельтах рік Дніпра та Дунаю. Запаси сировини великі.

## Практичне використання

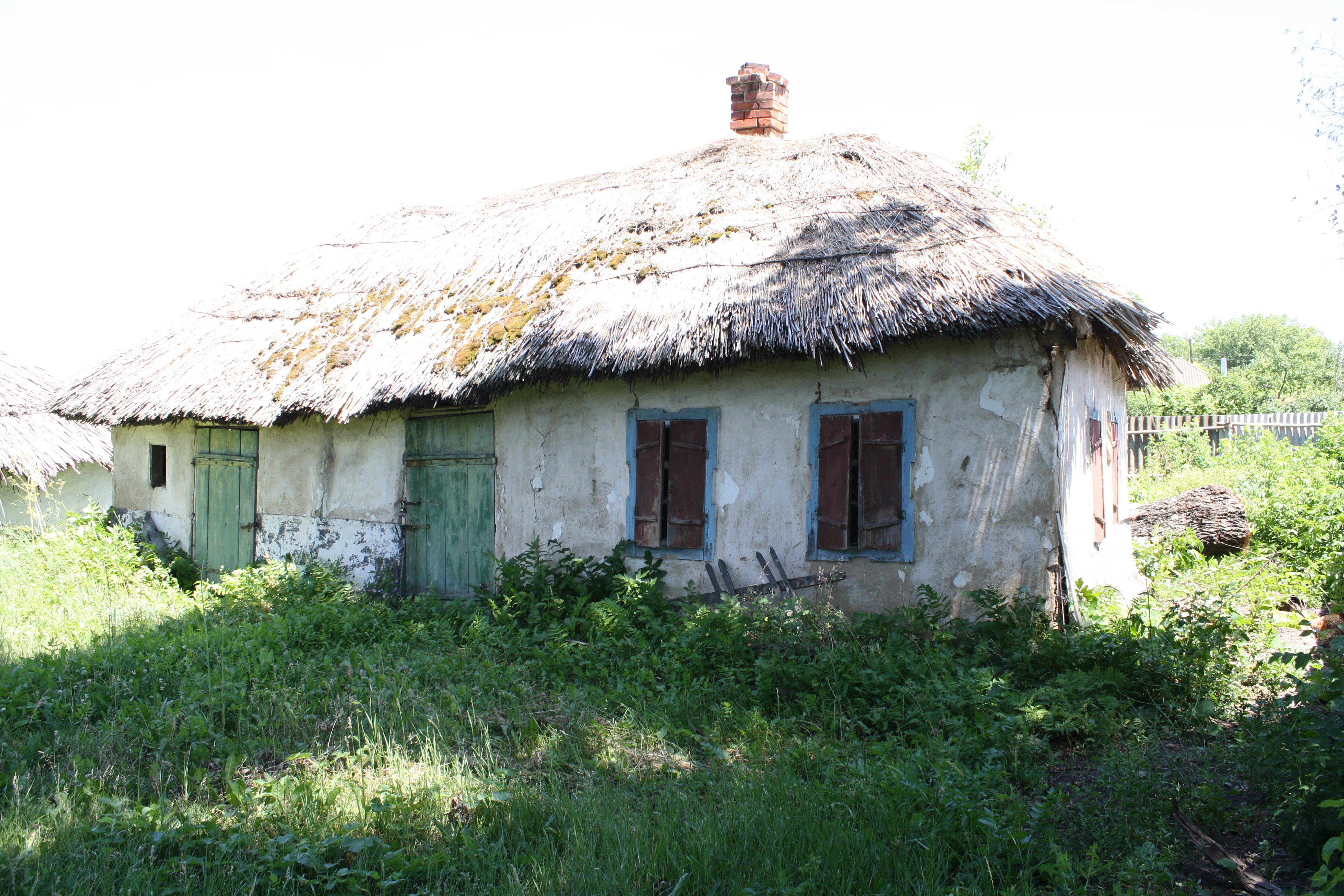
Хата, вкрита очеретом

Рослина, що дає будівельний матеріал, целюлозу; плетивна, кормова, вітамінозна, харчова, лікарська і фітомеліоративна рослина.
Очерет з давніх-давен використовується як будівельний матеріал. Нині з нього виготовляють чію, бердану, гідробердану, твердо-пресовані і волокнисті звуко- та термоізоляційні плити (комишит), дошки для підлоги, личкувальні панелі, диферент, гіпсоволокнисті плити, комишито-бетон, пластики та інші будівельні матеріали. Очеретяні плити й мати широко використовують у цукровій промисловості (річна потреба державного цукротресту становить понад 40 тис. тонн).
Очерет використовують як покрівельний матеріал, а також плетуть з нього стіни і перегородки у невеликих господарських будівлях, тини, плотики для переправи через тихі протоки в дельтах річок і багато інших виробів. З нього виготовляють циновки для вигодовування червів шовкопряду, мати для парників, у степових районах використовують на паливо.
Очерет є цілком задовільною сировиною для виробництва целюлози. Стебло містить 63,3, а листки 24,5 % целюлози. Середній вихід небіленої целюлози в лабораторних умовах коливається від 33 до 41 %.
Шляхом хімічної та фізико-хімічної переробки з очерету можна одержувати високоякісні сорти паперу, текстильну віскозу, кормові білкові дріжджі, фурфурол, спирт, глюкозу та інші продукти гідролізу.
Очерет — цінна кормова рослина. У молодих рослинах міститься 43 % протеїну, 2,5 % жиру, 36 % клітковини, до 44 % безазотистих екстрактивних речовин. Він є добрим кормом, особливо для коней і лошат, старий очерет непридатний на корм худобі, а тільним коровам навіть шкідливий. Сіно, заготовлене до колосіння очерету, має високу поживність; з 1 га за два укоси збирають до 40 тон сухої маси. Чудова рослина для виготовлення силосу.
У листках міститься чимало вітаміну С (300—500 мг%) і цукрів (18 %), з них можна виготовляти вітамінний напій та спирт.
Молоді кореневища досягають довжини 2,5 метри. Вони ніжні і солодкі; їх їдять сирими, печеними й вареними. Вживають кореневища і як лікарський, потогінний засіб. У сирих кореневищах очерету 5 відсотків цукру. З кореневищ очерету роблять борошно і напій схожий на каву, так само як з рогозу.
У народній медицині корені очерету використовують як потогінний та сечогінний засіб, а слизові виділення із стебел використовують за укусів комах.
Очерет звичайний добре витримує несприятливий газовий режим з підвищеним вмістом у воді та ґрунті сірководню, вуглекислоти, метану, а також стійкий проти дії таких отруйних для живих організмів хімічних речовин, як фенол, нафтенові кислоти, хлориди, ціаніди, закисні солі заліза та інші. Вважають, що на мілководних ділянках дніпровських водосховищ густі зарості очерету можуть виконувати роль біофільтра, що очищує воду від всілякого забруднення. Очерет придатний для закріплення вологих пісків.

## Збирання, переробка та зберігання

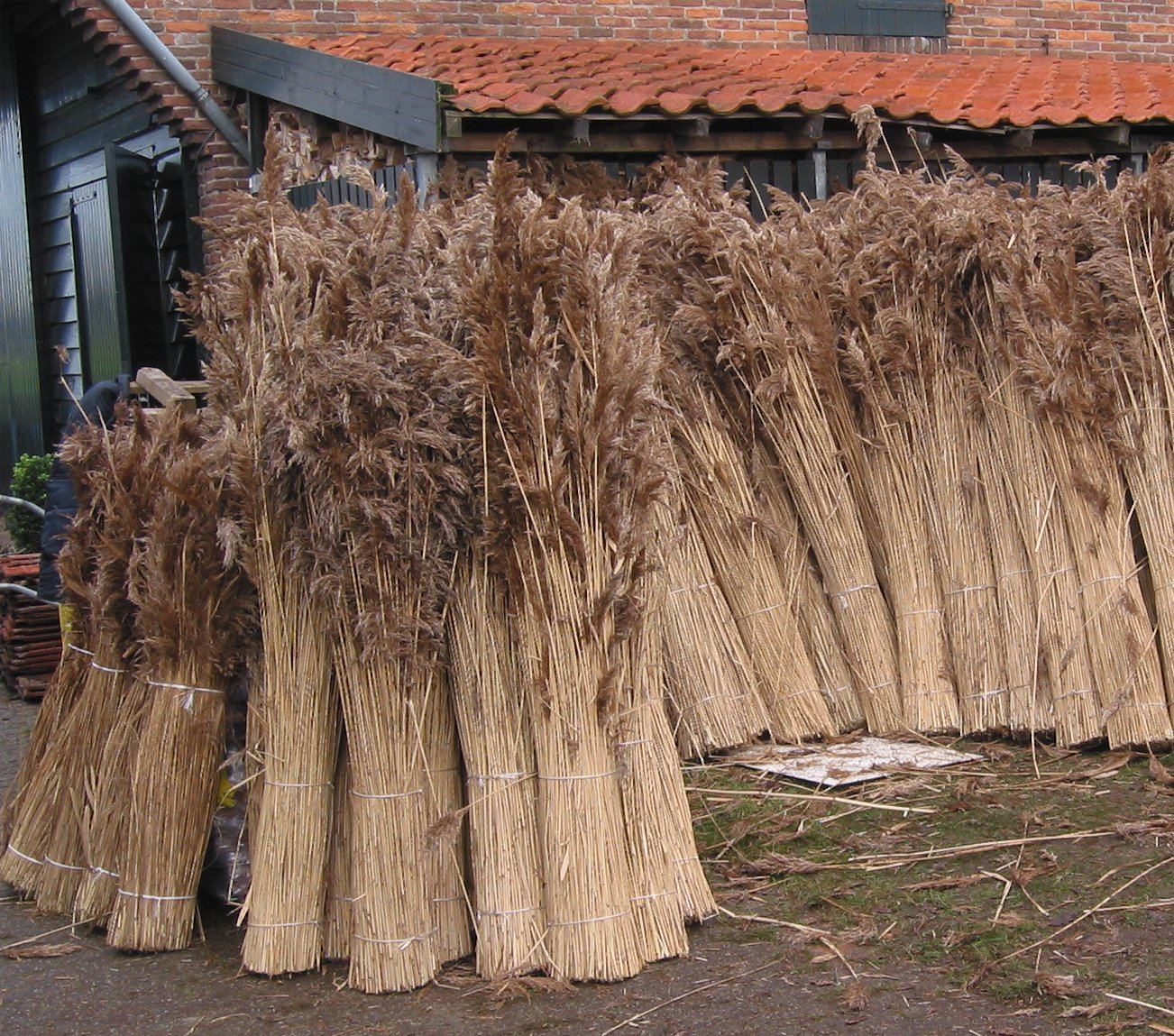

Збирають очерет у повній біологічній стиглості пізно восени і взимку за допомогою спеціальних машин або скошують косами. Щоб не завдавати травм кореневищам і молодим пагонам, під час ручної і особливо механізованої заготівлі сировини з обвалованих територій спускають воду у річки і в такий спосіб просушують ґрунт перед збиранням урожаю.
На ділянках, де очерет щороку не викошують, з часом нагромаджується багато відмерлих однорічних пагонів, так звані старники, що заважають розвитку молодих поколінь. Внаслідок цього різко знижується продуктивність очеретяних заростей. Щорічне скошування очерету сприяє підвищенню його врожайності на 10-15 %, а випалювання — на 20-60 %, разом знищуються шкідники та хвороби.
Кореневища очерету дістають граблями, баграми або «кішками», іноді з глибини 1 метра. Збирати їх слід навесні до цвітіння очерету, на початку літа або пізно восени. Цвіте очерет у червні — липні.
Нині[коли?] ключем до вирішення проблеми широкого й повного використання запасів очерету, як промислової сировини, є гідротехнічне впорядкування заплав річок, що передбачає обвалування території, штучне затоплення заростей очерету та осушення їх перед збиранням урожаю, а також конструювання високопродуктивних збиральних машин з питомим тиском на ґрунт 20-40 г/см².

## Цікаві факти
- З діда-прадіда з очерету робили потрібну частину кларнетів і флейт — «язик», що вібрує, так званий пищик. Теофраст у своїй книзі «Дослідження про рослини» докладно змалював, як вирізати з очерету пищик — «язик» для сопілки та флейти.[28]